# Tiazin
Tiazini su organska jedinjenja koja imaju prsten sa četiri ugljenika, jednim azotom i jednim sumporom. Hemikalije koje sadrže tiazinski prsten se koriste kao boje, trankvilajzeri i insekticidi.